# Episodi de L'ispettore Derrick (diciannovesima stagione)
La diciannovesima stagione della serie televisiva L'ispettore Derrick, composta da 12 episodi, è stata trasmessa in Germania nel 1992 sul canale ZDF.
| nº Prima TV Germania | nº Produzione | nº Stagione x nº Episodio | Titolo originale                | Titolo italiano                     | Prima TV Germania | Prima TV Italia  | Anno Produzione |
| -------------------- | ------------- | ------------------------- | ------------------------------- | ----------------------------------- | ----------------- | ---------------- | --------------- |
| 207                  | 208           | 19x01                     | Die Reise nach München          | Viaggio a Monaco                    | 17 gennaio 1992   | 8 marzo 1993     | 1991            |
| 208                  | 209           | 19x02                     | Ein seltsamer Ehrenmann         | Un insolito uomo d'onore            | 11 febbraio 1992  | 1 marzo 1993     | 1991            |
| 209                  | 210           | 19x03                     | Mord im Treppenhaus             | Assassinio sulle scale              | 20 marzo 1992     | 22 febbraio 1993 | 1991            |
| 210                  | 211           | 19x04                     | Die Festmenüs des Herrn Borgelt | Menù di festa per il signor Borgelt | 24 aprile 1992    | 15 febbraio 1993 | 1991            |
| 211                  | 212           | 19x05                     | Der stille Mord                 | Una specie di morte                 | 22 maggio 1992    | 29 marzo 1993    | 1991            |
| 212                  | 213           | 19x06                     | Beatrice und der Tod            | Un'insolita giornalista             | 19 giugno 1992    | 24 gennaio 1994  | 1992            |
| 213                  | 193           | 19x07                     | Eine eiskalte Nummer            | Un tipo glaciale                    | 17 luglio 1992    | 7 febbraio 1994  | 1990            |
| 214                  | 215           | 19x08                     | Tage des Zorns                  | Il piacere della vendetta           | 21 agosto 1992    | 14 febbraio 1994 | 1992            |
| 215                  | 216           | 19x09                     | Die Frau des Mörders            | La moglie dell'assassino            | 18 settembre 1992 | 31 gennaio 1994  | 1992            |
| 216                  | 214           | 19x10                     | Billies schöne, neue Welt       | La casa dei sogni                   | 16 ottobre 1992   | 21 febbraio 1994 | 1992            |
| 217                  | 217           | 19x11                     | Ein merkwürdiger Privatdetektiv | Uno strano detective                | 13 novembre 1992  | 28 febbraio 1994 | 1992            |
| 218                  | 218           | 19x12                     | Kein teurer Toter               | Un morto poco amato                 | 11 dicembre 1992  | 18 ottobre 1993  | 1992            |

## Viaggio a Monaco
- Titolo originale: Die Reise nach München
- Diretto da: Alfred Weidenmann
- Scritto da: Herbert Reinecker
- Interpreti:[1] Horst Tappert - Stephan Derrick, Fritz Wepper - Harry Klein, Willy Schäfer - Willy Berger, Stefan Wigger - Hufo Sassner, Ursula Lingen - signora Holzinger, Michael Roll - Berthold Holzinger, Wolfried Lier - Nissen, Gabriele Kastner - Amelie Sassner, Diana Cignoni - Andrea Gartner, Bruno Walter Pantel, Werner Asam

### Trama
Hugo Sassner è sposato con Amelie e vive a Plassenburg. Ha cinquanta anni ed è disoccupato da un anno. In precedenza faceva il rappresentante di commercio. Una mattina parte in treno per monaco in cerca di un'occupazione. La prima giornata è deludente per Sassner perché ottiene solo rifiuti nonostante le ottime referenze. Alla sera si ferma in una pensione economica. Durante la notte è testimone della violenza e dell'omicidio di Andrea Gartner, una prostituta. Ha visto arrivare la ragazza con il suo assassino, si tratta di Berthold Holzinger, giovane di buona famiglia che ha precedenti penali. Sassner, bisognoso di lavoro a tutti i costi, vuole trattare il silenzio con la possibilità di ottenere un impiego.

## Un insolito uomo d'onore
- Titolo originale: Ein seltsamer Ehrenmann
- Diretto da: Zbyněk Brynych
- Scritto da: Herbert Reinecker
- Interpreti:[2] Horst Tappert - Stephan Derrick, Fritz Wepper - Harry Klein, Willy Schäfer - Willy Berger, Claude-Oliver Rudolph - Krowacs, Monica Bleibtreu - Anna Krowacs, Peter Pasetti - Kurt Masinger, Philipp Moog - Berthold Masinger, Eva Kryll - Lena Masinger, Henry van Lyck - Grigo, Sabi Dorr - Körner, Günter Waidacher - Schuster, Christoph Mainusch - Wirt

### Trama
Krowacs ha appena finito di scontare otto anni di carcere per omicidio colposo. Viene contattato da un uomo misterioso che gli promette diecimila marchi se uccide Berthold Masinger, un giovane studente universitario di ventiquattro anni. Con qualche dubbio Krowacs accetta e una sera si reca nell'alloggio per uccidere Berthold con una pistola. Nel momento in cui ha puntato la pistola davanti al giovane, Krowacs inizia ad avere un ripensamento. I due iniziano a chiacchierare per alcuni minuti. Impressionato dal giovane, Krowacs saluta Berthold. Riesce a contattare il mandante dicendogli di non essersela sentita. Alcuni giorni dopo Berthold viene trovato ucciso. Apparentemente il movente dell'omicidio sembra una rapina finita male, tuttavia Krowacs contatta Derrick per raccontare cosa gli è successo. I mandanti si sono accorti che Krowacs ha chiamato la polizia, quindi ora è lui in pericolo.

## Assassinio sulle scale
- Titolo originale: Mord im Treppenhaus
- Diretto da: Helmuth Ashley
- Scritto da: Herbert Reinecker
- Interpreti:[3] Horst Tappert - Stephan Derrick, Fritz Wepper - Harry Klein, Willy Schäfer - Willy Berger, Rüdiger Vogler - signor Kollwitz, Holger Handtke - Martin Kollwitz, Harald Leipnitz - Albert Strohm, Sonja Sutter - Helga Stohm, Sky du Mont - Sieber, Holger Petzold - Wischenko, Claudia Lössl

### Trama
La signora Kollwitz viene trovata con il collo spezzato sulle scale di servizio del condominio in cui vive. Sposata con un figlio ormai adolescente, la donna conduceva una doppia vita.

## Menù di festa per il signor Borgelt
- Titolo originale: Die Festmenüs des Herrn Borgelt
- Diretto da: Alfred Weidenmann
- Scritto da: Herbert Reinecker
- Interpreti:[4] Horst Tappert - Stephan Derrick, Fritz Wepper - Harry Klein, Willy Schäfer - Willy Berger, Ernst Schröder - Gustav Borgelt, Irene Clarin - Anneliese, Hans Peter Hallwachs - Dottor Lessner, Michèle Marian - Rosanna wolf, Svenja Pages - Susanne Bogelt, Thomas Schücke - Manfred Lessner, Ursula Karven - Marlene Schall, Gert Burkard - cameriere, Henry van Lyck - produttore film pornografici

### Trama
Susanne Borgelt si è suicidata perché era diventata tossicodipendente quando ha iniziato gli studi universitari. La sua vita era caduta così in basso che, per ottenere la droga, era diventata un'attrice pornografica. Il padre di Susanne, Gustav Borgelt, cede l'attività imprenditoriale, si trasferisce a Monaco e prende un alloggio in una suite di un lussuoso hotel. Borgelt fa visita, uno dopo l'altro, al Dottor Lessner, a Manfred Lessner e a un regista di film pornografici, "responsabili" del suicidio della figlia Susanne, chiedendogli come mai non si sono presentati al suo funerale. Subito dopo i tre vengono assassinati. Gustav Borgelt ha un alibi, tuttavia Derrick e Klein sospettano che sia il mandante.

## Una specie di morte
- Titolo originale: Der stille Mord
- Diretto da: Theodor Grädler
- Scritto da: Herbert Reinecker
- Interpreti:[5] Horst Tappert - Stephan Derrick, Fritz Wepper - Harry Klein, Willy Schäfer - Willy Berger, Sonja Sutter - Greta Zinser, Juliane Rautenberg - Susanne Zinser, Karina Schieck - Reni Zinser, Gerd Baltus - Hahne, Dirk Galuba - Weber, Sona MacDonald - moglie di Weber, Robert Jarczyk - Dowald, Karlheinz Vietsch - Justus Breuer, Christiane Hammacher - signora Maurus, Robinson Reichel - Roland Maurus, Petra Schwarz - Linda Maurus

### Trana
Il cadavere di una giovane dattilografa, Linda Maurus, viene trovato sugli argini del fiume Isar. Derrick e Klein sospettano che i colpevoli siano tre invitati a una festa aziendale alla quale aveva partecipato anche Linda.

## Un'insolita giornalista
- Titolo originale: Beatrice und der Tod
- Diretto da: Theodor Grädler
- Scritto da: Herbert Reinecker
- Interpreti:[6] Horst Tappert - Stephan Derrick, Fritz Wepper - Harry Klein, Willy Schäfer - Willy Berger, Elisabeth Tissenaar - Beatrice Deininger, Kitty Speiser - Agnes Fledhaus, Carin Christina Tietze - Helga Feldhaus, Werner Schitzer - Professor Zoller, Gaby Herbst - Ruth, Axel Milberg - Arthur Bellmann, Wolfram Guenther - David Herbst, Christoph Mainusch - Oliver Vogt, Liane Hielscher

### Trama
Beatrice Deininger, una giornalista specializzata in fatti di costume, ha chiesto di fare un reportage sul lavoro della polizia criminale. Derrick accetta con riluttanza di essere affiancato da Beatrice nelle sue inchieste. Nel caso dell'omicidio del Dottor Feldhaus, Beatrice ha un atteggiamento morboso per la vicenda.

## Un tipo glaciale
- Titolo originale: Eine eiskalte Nummer
- Diretto da: Helmuth Ashley
- Scritto da: Herbert Reinecker
- Interpreti:[7] Horst Tappert - Stephan Derrick, Fritz Wepper - Harry Klein, Willy Schäfer - Willy Berger, Peter Fricke - Robert Rudger, Rolf Becker - Kussner padre, Ilona Grübel - Katrin Kramer, Robert Jarczyz - Walter Kussner, Ulrich Haupt - Torsten Hohner, Alexander Kerst - Alfred Reimann, Christiane Hammacher - Kussner madre, Ludwig Haas - Kramer, Günter Clemens - signor Schönholz

### Trama
Rientrando in casa prima del solito, Robert Rudger, un consulente finanziario, si trova di fronte due ladri con la pistola puntata contro. Rudger non perde la calma e chiede ai due banditi se vogliono avere ventimila marchi in contante e poi andarsene perché ha un appuntamento d'affari di lì a poco con il suo socio Kramer. Dopo aver ricevuto il denaro contante, i due ladri lasciano la casa di Rudger, fino a che non si accorgono di aver dimenticato la pistola. Nel frattempo è arrivato Kramer, il quale lancia un pesante atto d'accusa contro Rudger. Kramer è deciso a denunciare il socio per truffa. Rudger si accorge della pistola, la prende e fredda Kramer. Rudger telefona alla polizia raccontando che sono stati i due ladri a freddare Kramer. Questa versione non convince la figlia di Kramer, che era a conoscenza dei traffici illeciti di Rudger. Derrick non ha prove per fermare Rudger, però rimane impressionato dalla freddezza di Rudger.

## Il piacere della vendetta
- Titolo originale: Tage des Zorns
- Diretto da: Günter Gräwert
- Scritto da: Herbert Reinecker
- Interpreti:[8] Horst Tappert - Stephan Derrick, Fritz Wepper - Harry Klein, Jürgen Schmidt - Ingo Donath, Jessica Kosmalla - Agnes Heckel, Klaus Grünberg - Alfred Heckel, Krista Posch - Simone, Michael Tregor - Benno, Herbert Trattnigg - signor Grosser, Susanne Busse - ballerina

### Trama
Derrick e Klein ricevono la visita di un collega di Augsburg, Alfred Heckel, il quale è disperato perché la moglie Agnes se n'è andata di casa ed è venuta a Monaco. Agnes è ora innamorata di Ingo Donath, un criminale uscito dal carcere da sei mesi dopo tre anni di galera e che proprio Heckel aveva contribuito ad arrestare. Secondo Heckel la moglie Agnes è stata raggirata da Donath per una vendetta personale. Derrick si offre di aiutare Heckel benché non si possa procedere legalmente.

### Colonna sonora
- Phil Collins, A Groovy Kind of Love

## La moglie dell'assassino
- Titolo originale: Die Frau des Mörders
- Diretto da: Zbyněk Brynych
- Scritto da: Herbert Reinecker
- Interpreti:[9] Horst Tappert - Stephan Derrick, Fritz Wepper - Harry Klein, Willy Schäfer - Willy Berger, Thekla Carola Wied - Ruth Abel, Gerd Baltus - Abel, Christian Berkel - Alex Sierich, Bernhard Baier - Robert Sierich, Marijam Agischewa - Helena, Esther Hausmann - Tina Sierich, Michael Mendl - Dottor Riemann, Andy Voss - Benny Abel, Hans-Dieter Schwarze - Wohmann, Monika Greving - signora Haupt

### Trama
Alex Sierich è in carcere per aver assassinato il socio Rubisch, con il quale gestiva un night club. Il fratello Robert ha un'idea per far scarcerare Alex, cioè convincere Abel, un cameriere, di prendersi la colpa per l'assassinio dietro il pagamento di trecentomila marchi. Abel accetta di buon grado perché è in fin di vita e la moglie e il figlio vivono in ristrettezze economiche.

### Colonna sonora
- Queen, Another One Bites the Dust
- Frank Duval, Die schönsten Melodien aus Derrick & Der Alte

## La casa dei sogni
- Titolo originale: Billies schöne, neue Welt
- Diretto da: Wolfgang Becker
- Scritto da: Herbert Reinecker
- Interpreti:[10] Horst Tappert - Stephan Derrick, Fritz Wepper - Harry Klein, Willy Schäfer - Willy Berger, Muriel Baumeister - Billie, Nikolaus Gröbe - Christian Wells, Bernd Herzsprung - Bernhard Troyda, Elisabeth Endriss - signora Troyda, Will Danin - Ralf Wells, Dorothea Kramps-Ehrlich - signora Wells, Sona MacDonald - Lena Scholl, Thomas Schücke - Hajo Dickel, Lis Verhoeven - signora Wings, Babsi Muschi - Heidi Wolf

### Trama
Heidi Wolf viene uccisa con un'overdose di eroina in una discoteca. I gestori vogliono disfarsi del corpo della morta. Se ne incaricano i figli dei proprietari, Christian e Billie, che portano il cadavere in un bosco, appoggiandolo su un albero.

### Colonna sonora
- Pëtr Il'ič Čajkovskij, Concerto per violino e orchestra (Čajkovskij)
- Operatix Feat Enrico Caruso - O Sole Mio/Operatic

## Uno strano detective
- Titolo originale: Ein merkwürdiger Privatdetektiv
- Diretto da: Helmuth Ashley
- Scritto da: Herbert Reinecker
- Interpreti:[11] Horst Tappert - Stephan Derrick, Fritz Wepper - Harry Klein, Willy Schäfer - Willy Berger, Peter Fricke - Johann Raude, Heike Faber - Sandra Raude, Richy Müller - Johannes Lipper, Tobias Hoesl - Ingo Görner, Anaid Iplicjian - signora Sorge, Eva Maria Meineke - Hannah Lipper, Renate Grosser - Margarete Paporski

### Trama
Johann Raude, un uomo freddo e violento, assolda un investigatore privato, Johannes Lipper, con l'incarico di pedinare la moglie Sandra. Da un periodo Sandra esce spesso per andare in biblioteca a leggere libri di autori francesi, ma il marito sospetta che abbia una relazione extraconiugale. Lipper scopre la tresca di Sandra con Ingo Goerner, ma simpatizza per questi due e viene meno al suo dovere. Lipper viene scoperto da Ingo e Sandra, così si presenta da loro con nome e cognome. Nasce tra i tre una bella amicizia. Nel frattempo un collega di Raude racconta che ha visto Sandra, dieci giorni prima, al campo da tennis giocare insieme a un uomo giovane. Venuto a sapere del tradimento della moglie, Raude picchia violentemente Sandra. Subito dopo Raude viene ucciso con due colpi di pistola sulla porta di casa. Derrick inizia le indagini. Lipper e Goerner hanno alibi inattaccabili.

## Un morto poco amato
- Titolo originale: Kein teurer Toter
- Diretto da: Helmuth Ashley
- Scritto da: Herbert Reinecker
- Interpreti:[12] Horst Tappert - Stephan Derrick, Fritz Wepper - Harry Klein, Willy Schäfer - Willy Berger, Will Danin - Dr. Lohst, Joachim Kemmer - Johannes Berger, Ingeborg Schöner - Martha Berger, Juliane Rautenberg - Hanna Berger, Udo Thomer - Erich Kaindorf, Sissy Höfferer - Elfriede Hohner, Hans-Maria Darnov - Tressler

### Trama
L'avvocato Lohst parla a Derrick del caso di Johannes Berger, proprietario di una falegnameria, riceve continue minacce di morte, tuttavia non gli dà peso. Berger è arrogante ed è temuto dai suoi dipendenti, nonché dalla moglie Martha e dalla figlia Hanna. Derrick, accompagnato da Lohst, si reca da Berger per parlargli, ma viene respinto con maleducazione. Una mattina il cadavere di Johannes Berger viene trovato maciullato su un nastro trasportatore all'interno dello stabilimento. Poco tempo dopo l'assassinio la moglie e la figlia di Berger si trasferiscono a casa di Lohst. Erich Kaindorf diventa dirigente della fabbrica.

### Colonna sonora
- Johann Sebastian Bach, Toccata, adagio e fuga in Do maggiore